# Softship
Die Softship AG ist ein Anbieter für administrative Software und IT-Dienstleistungen in der Transport- und Logistikbranche mit Schwerpunkt Schifffahrt und gehört zur australischen WiseTech global group.
Die Hauptprodukte sind IT-Lösungen für Reedereien, Agenten, Feeder- und Shortsea-Dienste, NVOCC und Surveyors/Depots. Ergänzend werden auch Einzelprojekte in anderen Wirtschaftszweigen wie zum Beispiel der Musikbranche durchgeführt.
1989 wurde das Unternehmen als GmbH in Hamburg gegründet. Die Umwandlung der GmbH in eine zunächst private Aktiengesellschaft erfolgte im Jahr 2000. Im Juni 2001 wurde das Unternehmen eine börsennotierte AG im Geregelten Markt an der Frankfurter Börse.
Das Grundkapital war zum 30. Juni 2017 eingeteilt in rund 1,9 Millionen nennwertlose Inhaberaktien. Die Aktien wurden bis November 2017 Freiverkehr gehandelt (bis zum 1. März 2017 mit Einbeziehung in den Frankfurter Entry Standard).
Neben dem Stammsitz in Hamburg unterhält das Unternehmen je eine Niederlassung in Manila, Miami und Singapur. Softship Singapur und Softship America, Inc., sind 100 %ige Töchter der Softship AG. Softship Singapur wird als Rechtsform Pte Ltd vor Ort geführt, was in etwa der deutschen GmbH entspricht.
Der Vorstand besteht aus zwei Mitgliedern, Detlef Müller, Vorstand für Finanzen und Produktion, und Thomas Wolff, Vorstand für Vertrieb und Produktion.
Der Aufsichtsrat setzt sich zusammen aus Heiko Nocke (Aufsichtsratsvorsitzender), Klaus Brenken und Werner Tholl.